# Niʻihau
Niʻihau es la isla habitada más pequeña del archipiélago de Hawái. Tiene un área de 180 km². Es una de las islas más antiguas de todo el archipiélago.

## Historia
La totalidad de la isla es propiedad de la familia Robinson. La familia Robinson compró la isla al reino de Hawái por 10 000 US$ en oro en 1872. Se dice que su compradora, Elizabeth Sinclair (posteriormente Sinclair-Robinson), prefirió la isla a otros lugares como Waikīkī, Pearl Harbor o la isla de Lanai. En la actualidad hay una pequeña base de la Marina de guerra de Estados Unidos.
La isla está habitada por unos pocos cientos de habitantes permanentes. La mayoría de ellos son nativos hawaianos. Los habitantes de la isla se dedican principalmente a cultivar pequeñas granjas familiares. Muchos de ellos trabajan para el rancho propiedad de la familia Robinson. Los nativos hawaianos continúan hablando en hawaiano (una variedad diferenciada) y mantienen vivas las antiguas tradiciones. Esto se debe a la promesa de la Sra. Sinclair de ayudar a mantener la cultura hawaiana y su tradición cuando compró la isla. Niʻihau es la única isla del archipiélago donde el hawaiano es la lengua principal.
Niʻihau se conoce también como la "Isla Prohibida" ya que hasta hace poco el acceso a la isla estaba prohibido salvo para familiares, personal militar, miembros del gobierno e invitados especiales de la familia Robinson. En la actualidad los turistas pueden acceder a la isla en número limitado en tour guiados. Otros sobrenombres son la "Isla Lejana" o la "Isla Olvidada", ya que los mapas turísticos suelen olvidarse de ella. Durante la Segunda Guerra Mundial fue escenario del Incidente de Niihau.
En 1992, se grabaron en esta isla algunas escenas para la película Parque Jurásico.[cita requerida]

## Geografía y geología

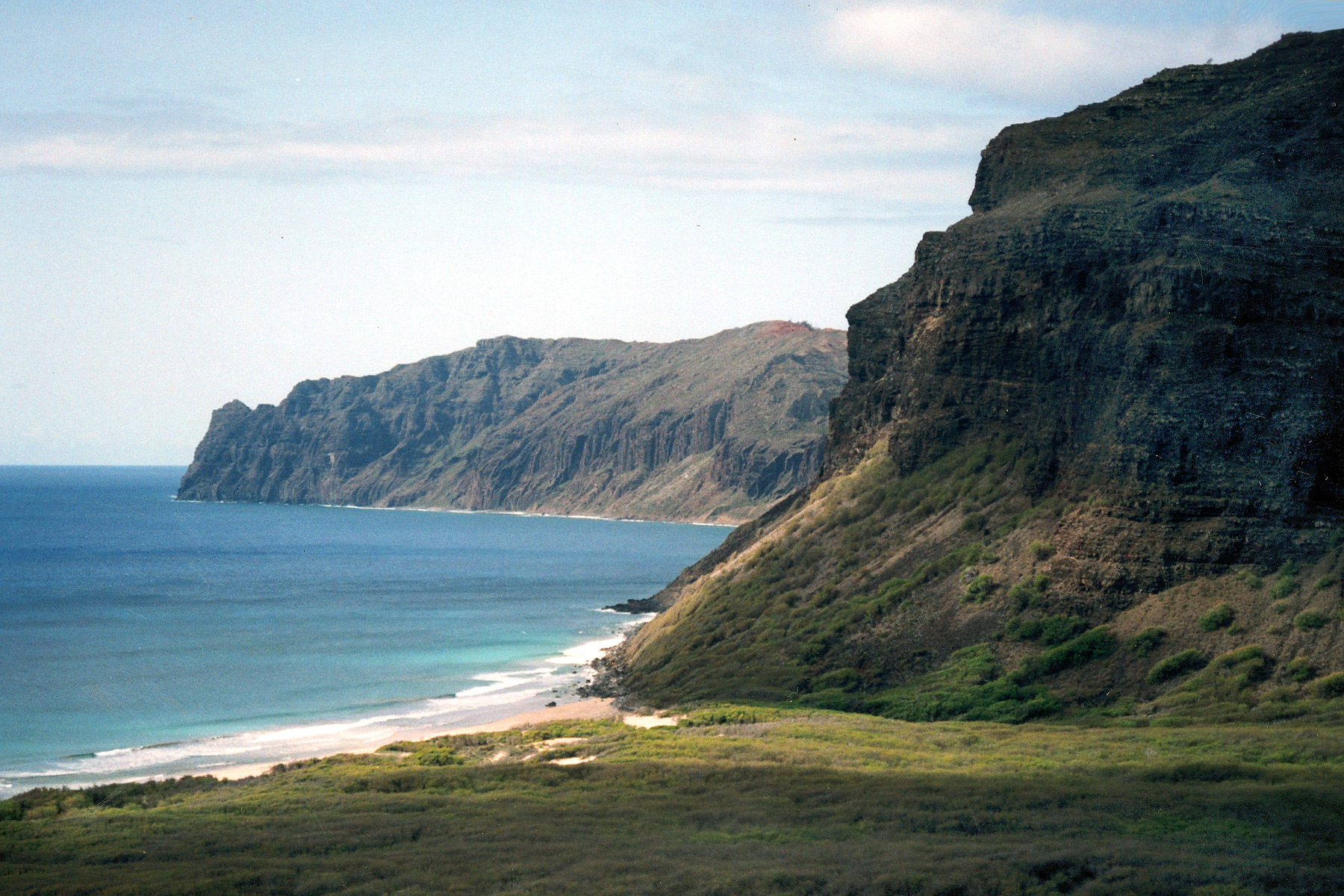
Acantilados de Niʻihau

En términos geológicos, Niʻihau no es la isla más antigua de las ocho principales, en contra de la creencia popular. Kauaʻi, vecina de Niʻihau por el nordeste, es más antigua. Esto se debe a que Niʻihau se formó por una abertura secundaria posterior a la erupción del volcán de Kauaʻi. Se calcula que Kauaʻi se formó hace 5,1 millones de años, mientras que parece que Niʻihau se formó hace 4,9 millones de años. Niʻihau posee un volcán extinto que provocó un corrimiento de tierras hacia el este.
La isla es relativamente árida, ya que está situada a la sombra pluviométrica de Kauaʻi y carece de la elevación necesaria para captar una cifra considerable de precipitaciones de los vientos alisios (véase precipitación orográfica).
La isla se encuentra aproximadamente a 29 km (18 millas) al oeste de Kauaʻi. Sus dimensiones son de 30 km x 10 km (6.2 x 18.6 mi; con un área un 56.6 % mayor que la deshabitada Kahoʻolawe). La cumbre más alta es (Pānīʻau) a 390 m (1280 pies) por encima del nivel del mar. La Oficina Censal de Estados Unidos define a Niʻihau (con su pequeña vecina, la isla de Lehua) como la Sección Censal 410 del Condado de Kauaʻi. Según el censo del 2000 la población era de 160.
En las playas de la isla se encuentran conchas que se clasifican como gemas. De hecho, son las únicas conchas clasificadas como tales. Las conchas de Ni‘ihau así como la joyería hecha a partir de ellas es popular y aporta ingresos adicionales a los habitantes de la isla.

## Población

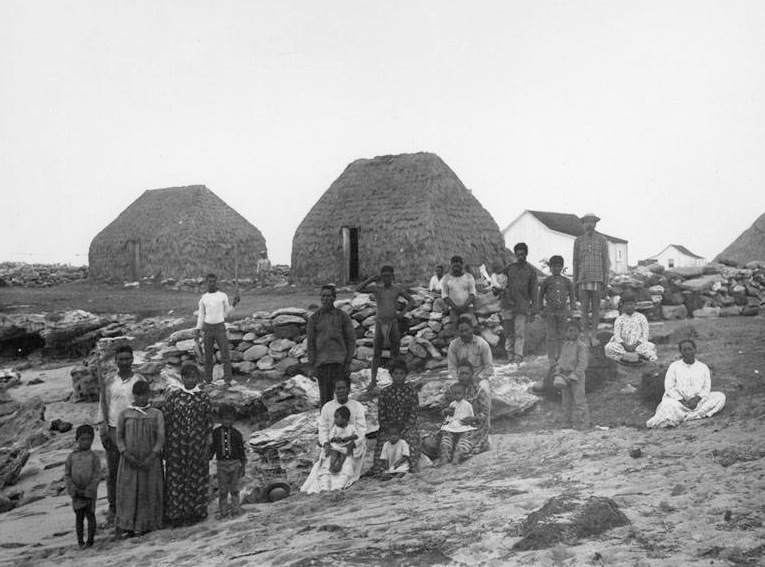
Isleños nativos en el asentamiento de la playa Puʻuwai en 1885. Fotografía de Francis Sinclair, hijo de Elizabeth McHutchison Sinclair.

La isla cuenta con unos 160 habitantes de carácter permanente, de los que casi todos son nativos hawaianos que viven en el asentamiento principal de la isla, Puʻuwai. Se mantienen gracias a la agricultura de subsistencia y asistencia social y suelen llevar una vida rural, sin apenas tecnología. 
Hablan el idioma hawaiano, en parte gracias a los términos recogidos en el contrato de compra de la isla, que obligaba a sus nuevos propietarios a preservar la cultura y las tradiciones hawaianas. Niʻihau es la única de las islas Hawái donde el hawaiano sigue siendo la principal forma de comunicación.
Los nativos hawaianos no están aislados del resto del mundo, ya que Niʻihau sufre sequías con regularidad que en ocasiones obligan a la población a trasladarse de forma temporal a Kauaʻi, hasta que las precipitaciones reponen las reservas de agua dulce. 
Una de las últimas quejas expresadas por los lugareños es que los pescadores locales y los turistas están sobrepescando las aguas que bañan Niʻihau. Ya tienen que competir en las capturas con los ejemplares de foca monje hawaiana (protegidas por la Ley de Especies en Peligro de Extinción).